# Dipodomys panamintinus
Dipodomys panamintinus là một loài động vật có vú trong họ Chuột kangaroo, bộ Gặm nhấm. Loài này được Merriam mô tả năm 1894.